# Nadleśnictwo Przedborów
Nadleśnictwo Przedborów – jednostka organizacyjna Lasów Państwowych podległa Regionalnej Dyrekcji Lasów Państwowych w Poznaniu.
Grunty Nadleśnictwa Przedborów położone są w województwie dolnośląskim, łódzkim i wielkopolskim na terenie trzech powiatów: oleśnickiego, wieruszowskiego i ostrzeszowskiego.